# Белінек
Белінек (пол. Bielinek, нім. Bellinchen) — село в Польщі, у гміні Цединя Грифінського повіту Західнопоморського воєводства.
Населення — 217 осіб (2011).
У 1975-1998 роках село належало до Щецинського воєводства.

## Демографія
Демографічна структура станом на 31 березня 2011 року:
|          | Загалом | Допрацездатний вік | Працездатний вік | Постпрацездатний вік |
| -------- | ------- | ------------------ | ---------------- | -------------------- |
| Чоловіки | 112     | 28                 | 81               | 3                    |
| Жінки    | 105     | 21                 | 64               | 20                   |
| Разом    | 217     | 49                 | 145              | 23                   |